# Submarine Voyage
Submarine Voyage et 20,000 Leagues Under the Sea étaient des attractions des parcs Disneyland et Magic Kingdom sur le thème des voyages sous-marins. Il existe toujours une version améliorée de l'attraction au Tokyo DisneySea.

## Les véhicules
Les sous-marins de l'attraction ne sont pas réellement des submersibles mais plutôt des bateaux où les passagers s'assoient dans la cale sous le niveau de l'eau. Au-dessus de l'espace des sièges se trouve la tour du kiosque dans laquelle est installé le "pilote". L'effet de plongée est produit par des images de bulles projetées sur des écrans et la cascade de l'entrée qui réduit et brouille la lumière dans les cavernes du bâtiment de spectacle bien caché.

## Les attractions

### Disneyland
C'est la version originale de l'attraction. Elle ouvrit seulement un an après que le sous-marin nucléaire Nautilus de la flotte américaine eut traversé sous les glaces le pôle nord. Elle avait pour thème l'exploration des océans d'où le sous-titre de "Submarine Voyage through Liquid Space" ("Voyage sous-marins à travers l'espace liquide").
L'attraction contenait un bateau nommé Nautilus, et la société Disney fut la première entreprise à avoir une flotte privée de sous-marins. Les animations ont été rénovées dès 1961. L'attraction ferma en 1998 pour des raisons de surcoût en entretien, elle devrait ouvrir initialement le 15 juillet 2005 sous le nom de Finding Nemo Submarine Voyage avec comme thème du film Le Monde de Nemo mais la date a été repoussée au 11 juin 2007.
- Ouverture : 6 juin 1959[1]
  - Inauguration : 14 juin 1959 avec dédicace.
- rénovation : 1986
- Fermeture : 7 septembre 1998
- Partenaire : General Dynamics
- Conception : WED Entreprises
- Thème :
  - Sous-marins nucléaire militaire (1959–1986) de couleur grise
  - Sous-marins d'exploration (1987–1998) de couleur jaune vif
- Sous-Marins
  - Nombre : 8[1]
  - Longueur : 16 mètres[1]
  - Capacité : 38 personnes[1]
- Ticket requis : "E"
- Type d'attraction : Voyage en sous-marin
- Situation : 33° 48′ 46″ N, 117° 55′ 00″ O
- Attraction suivante
  - Finding Nemo Submarine Voyage

#### Les véhicules
Les quilles de ces navires en réalité des bateaux où les passagers sont situés sont la ligne de flottaison ont été construits dans les cales du Todd Shipyards à San Pedro en Californie. Elles ont ensuite été amenées par camion dans le bassin de Disneyland surnommé Disneyland Naval Yard sous la direction de l'ancien Amiral Joseph Fowler. Les "sous-marins" ont été conçus d'après des schémas de la division Navire électrique de General Dynamics qui réalisait les sous-marins nucléaires de l'U.S. Navy.
- Noms des sous-marins "nucléaires" d'origine (1959–1986)
  - 301 : Nautilus d'après l'USS Nautilus (SSN-571)
  - 302 : Seawolf d'après l'USS Seawolf (SSN-575)
  - 303 : Skate d'après l'USS Skate (SSN-578)
  - 304 : Skipjack d'après l'USS Skipjack (SSN-585)
  - 305 : Triton d'après l'USS Triton (SSRN-586)
  - 306 : George Washington d'après l'USS George Washington (SSBN-598)
  - 307 : Patrick Henry d'après l'USS Patrick Henry (SSBN-599)
  - 308 : Ethan Allen d'après l'USS Ethan Allen (SSBN-608)
- Noms des sous-marins "d'explorations" (1987–1998)
  - 301 : Nautilus
  - 302 : Neptune, ancien Seawolf
  - 303 : Sea Star, ancien Skate
  - 304 : Explorer, ancien Skipjack
  - 305 : Seeker, ancien Triton
  - 306 : Argonaut d'après l'Argonaute, ancien George Washington
  - 307 : Triton, ancien Patrick Henry
  - 308 : Sea Wolf d'après l'USS H-1 (SS-28), ancien Ethan Allen

### Magic Kingdom
Voir 20,000 Leagues Under the Sea 

### Tokyo DisneySea
Voir 20,000 Leagues Under the Sea

## Sources
- (1979) Disneyland: The First Quarter Century. Walt Disney Productions (ASIN B000Z5D4PS).
- Yesterland